# Nannosquilla candidensis
Nannosquilla candidensis is een bidsprinkhaankreeftensoort uit de familie van de Nannosquillidae. De wetenschappelijke naam van de soort is voor het eerst geldig gepubliceerd in 1988 door Hernández Aguilera & Hermoso Salazar.